# Collazos de Boedo
Collazos de Boedo è un comune spagnolo di 152 abitanti situato nella comunità autonoma di Castiglia e León.
Il comune comprende la località di Oteros de Boedo.